# Geografía de Chad

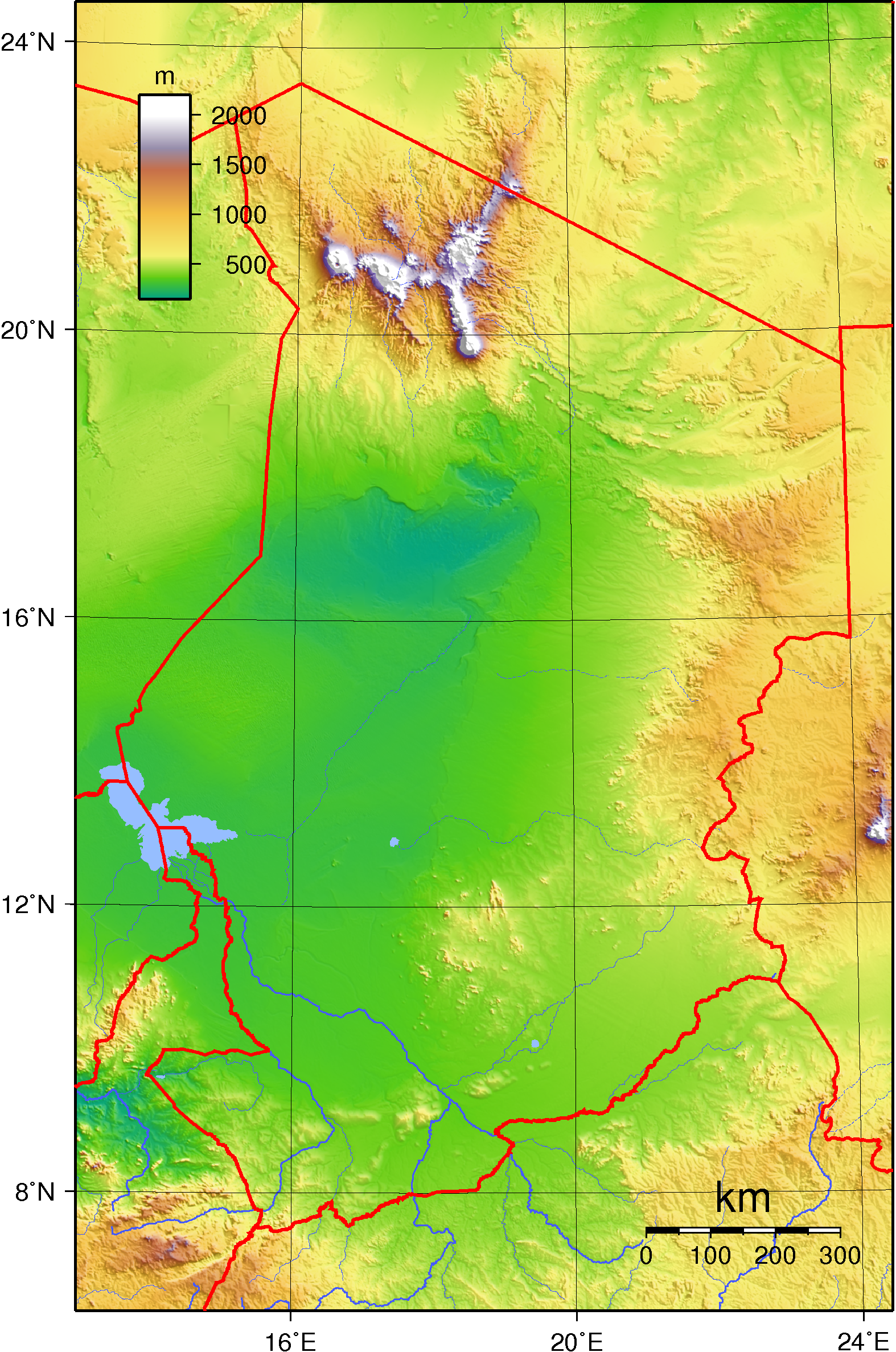
Imagen topográfica de Chad.

Chad es un país sin litoral del interior de África norcentral, con una superficie de 1 284 000 km². Se sitúa en el sur de Libia y tiene en torno a 6000 km de fronteras con Camerún, la República Centroafricana, Níger, Nigeria y Sudán. La mayor parte de su población vive en el sur, con densidades que van desde las 54 hab/km² en la cuenca del río Logone, a 0,1 hab/km² en la región desértica Borkou-Ennedi-Tibesti, al norte del país.

## El entorno geográfico
Emplazado en el norte de África central, el territorio de Chad tiene una extensión de aproximadamente 1800 km desde su punto más septentrional, en la frontera con Libia, hasta su frontera meridional con Camerún y República Centroafricana. Descontando el extremo noroeste, donde convergen las fronteras de Chad, Libia y Níger; y el extremo sur donde ocurre el mismo fenoméno con Camerún y la República Centroafricana, la anchura media del país es de unos 800 km.
El territorio de Chad exhibe dos particulares características geográficas. En primer lugar, el país no posee salida al mar, y su territorio se encuentra muy alejado de las costas. Por ejemplo, Yamena la capital, está situada a más de 1100 km al noreste del Océano Atlántico; Abéché, una ciudad en el este, se encuentra 2650 km del Mar Rojo; y Faya Largeau, un pequeño pero importante centro en el desierto del Sahara, está ubicado a 1550 km del mar Mediterráneo. La segunda característica destacable es que posee fronteras con países en zonas muy diversas del continente africano: el norte de África, con su cultura islámica y una orientación económica hacia la cuenca del Mediterráneo; el África occidental, con sus diversas religiones y culturas y una rica historia de desarrollo de estados y economías regionales; el noreste de África, orientada hacia el valle del Nilo y la región del mar Rojo; y la zona del África Ecuatorial, algunos de cuyos habitantes han conservado las religiones de África clásica, mientras que otros han adoptado el cristianismo, y cuyas economías son parte del gran sistema del río Zaire. Aunque gran parte de Chad proviene del carácter distintivo de esta diversidad de influencias, desde la independencia, la diversidad también ha sido un obstáculo para la creación de una identidad.

## Relieve

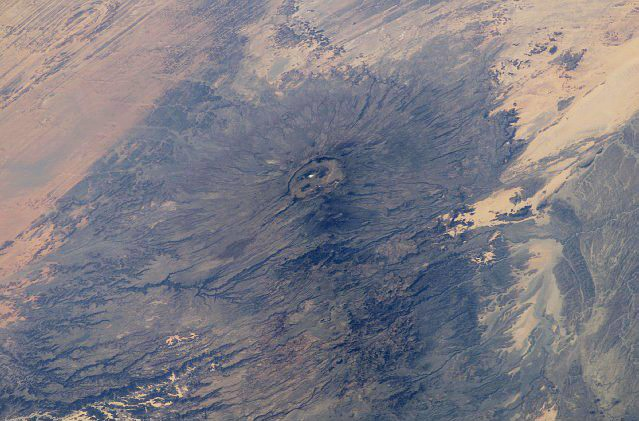
Emi Koussi

La topografía del país es generalmente plana, con la elevación en gradual aumento hacia norte y al este, partiendo desde el lago Chad. El punto más alto en el país es el monte Emi Koussi, un volcán que se eleva a 3445 m s. n. m., ubicado al norte de las montañas Tibesti. La meseta de Ennedi y las tierras altas de Ouaddaï en el este completan la imagen de una cuenca ligeramente inclinada, que desciende lentamente hacia el lago Chad. También hay tierras altas en el centro del país, particularmente en la región de Guéra, que se alzan a 1500 m s. n. m.
El lago Chad, a 282 m sobre el nivel del mar (m s. n. m.), no es sorprendentemente, el punto más bajo del país, sino que se encuentra en la depresión de Bodele, a unos 520 km al noreste del lago se sitúa a 172 m s. n. m. esta rareza se produce porque las grandes dunas estacionarias (mar de dunas) de la región de Kanem han creado una barrera que impide que las aguas del lago fluyan hacia el punto más bajo.

## Clima

Mapa de Köppen de los climas de Chad. El rojo es desértico cálido, el calabaza es semiárido cálido y el azul es tropical de sabana

La geografía de Chad se caracteriza por la presencia de cuatro zonas bioclimáticas. La zona más septentrional, en el Sáhara, con un promedio inferior a 200 mm de precipitaciones al año, cuenta con bajas concentraciones de población humana, los cuales son en gran parte nómadas ganaderos, principalmente de pequeños rumiantes y camellos. La zona central, del Sahel, recibe entre 200 y 600 mm de precipitación anual y posee una vegetación ha que van desde la hierba, la estepa de arbustos espinosos, a la sabana abierta. La zona sur, denominada la zona sudanesa, recibe entre 600 y 1000 mm de lluvia, presenta bosques de sabana y bosques caducifolios. Por último, la zona suroeste en la zona de Guinea, se caracteriza por recibir precipitaciones que oscila entre 1000 y 1200 mm, que permite el crecimiento de una abundante vegetación.

## Hidrografía

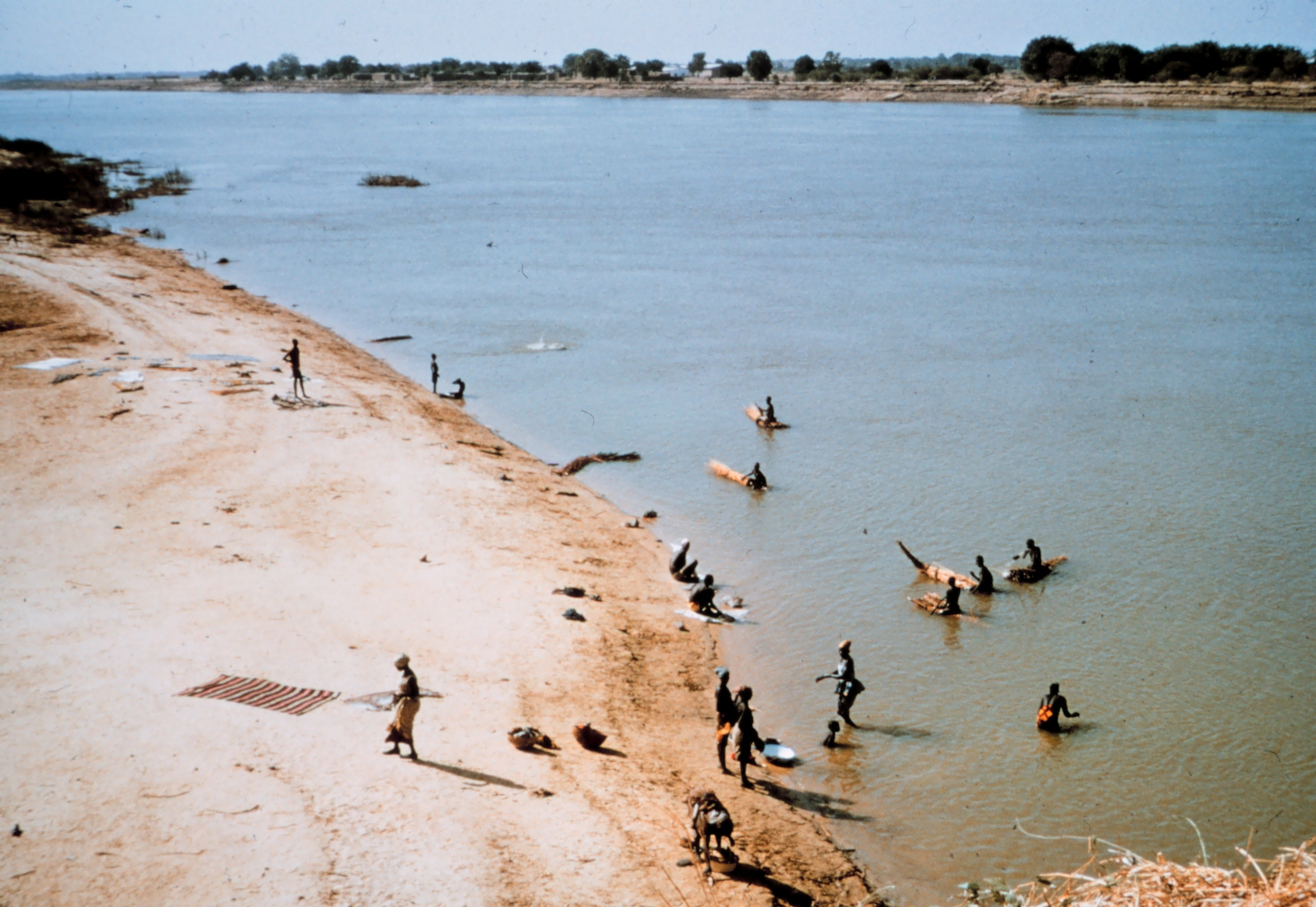
Río Chari.

Los principales ríos de Chad son el Chari y el Longone, con sus respectivos afluentes, los cuales fluyen desde las tierras altas de la República Centroafricana y de Camerún, hasta el lago Chad. Desde sus orígenes, cerca de la ciudad de Sarh, el curso del Chari se abre paso por terrenos pantanosos, encontrándose en la parte inferior con el río Logone, a la altura de la capital del país, Yamena. El volumen del caudal del río Chari es variable, oscilando desde 17 m3/s durante la estación seca, a 340 m³/s durante la parte más húmeda del año. El volumen del caudal del río Longone, por su parte, oscila entre 5 m3/s, en la estación seca, a 85 en la estación lluviosa. La combinación de ambos ríos fluye durante 30 km a través de un gran delta, desembocando en el Lago Chad. Al final de la temporada de lluvias en el otoño, el río desborda sus orillas y crea una enorme llanura de inundación en el delta.
El elemento más significativo del sistema hidrográfico de Chad, lo constituye el lago homónimo, el séptimo lago más grande del mundo, y el cuarto más grande de África. Está ubicado en la zona del Sahel, una región al sur del desierto del Sahara. El río Chari contribuye con el 95 % del agua del lago, con un volumen medio anual de 40 millones de metros cúbicos. El tamaño del lago es variable, y está determinado por el volumen de lluvias en las tierras altas del sur que limitan con la cuenca y de las temperaturas en el Sahel. Las fluctuaciones en su volumen ha generado grandes cambios en tamaño, de 9800 km² en la estación seca a 25 500 al final de la temporada de lluvias. El lago Chad también cambia mucho en tamaño de un año a otro, en 1870 su superficie máxima era 28 000 km², mientras que en 1908 se redujo a 12 700 km². En las décadas de 1940 y 1950, el lago continuó siendo pequeño, pero volvió a crecer a 26 000 km² en 1963. Las sequías de finales de la década de 1960, de principios de la década de 1970 y mediados la de 1980, ha hecho reducir su tamaño una vez más. Los únicos otros lagos de importancia en Chad, son el lago Fitri, en la prefectura de Batha, y el lago Iro, en las zonas pantanosas del sureste.
En las zonas norte y central del país, en cambio, no existen cursos de agua permanente. Sin embargo, en la época de lluvias, el agua fluye desde la meseta de Ennedi y las tierras altas de Ouaddaï, a través de depresiones y los arroyos secos, ocasionando con frecuencia inundaciones repentinas. El más importante de estos arroyos es el Batha, que en la temporada de lluvias lleva agua al oeste de las tierras altas de Ouaddaï y del macizo de Guéra al lago Fitri.
Las aguas del lago Chad provienen de dos ríos, el Logone y el Chari, que bajan de la meseta que separa esta cuenca de la del río Congo. El sistema fluvial del Chad se limita prácticamente a los ríos Chari, Logone y sus afluentes. El Chari recorre un curso de aproximadamente 1200 km y el Logone, formado por la confluencia de los ríos Mberé y Pendé, recorre más de 800 km antes de desembocar en el río Chari, a la altura de Yamena, capital del país.
El nivel del lago Chad fluctúa según el caudal de los ríos que los alimenta y por la evaporación. Las tierras de los ríos Logone y Chari son las más ricas del país y donde se concentran los mayores centros de población.

## Etnias de Chad

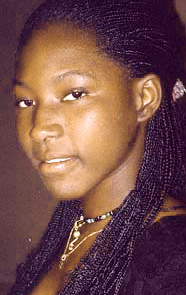
Una niña de la etnia sara fotografiada en el año 2000.

Los 15,8 millones de habitantes de Chad están divididos en unas 200 etnias que hablan numerosas lenguas. La parte meridional del país fue históricamente el cruce de las rutas de caravanas por el sur del Sahara, que enlazaban África occidental con las zonas árabes, así como el norte de África y el África subsahariana. El comercio de esclavos entre el África subsahariana y el Oriente Próximo pasa a través de los mercados de esclavos de Chad y Sudán occidental, incidiendo notablemente en la economía de Chad y aportando gente de muy diversas etnias al país. Las lenguas oficiales son el francés y el árabe, en el sur se hablan las lenguas sara, de la etnia más numerosa, y otras 120 lenguas y dialectos.
La etnia más numerosa de Chad son los sara, entre el 28 y el 30,5 % de la población, de 4 a 4,5 millones. Hay medio millón en la República Centroafricana. Son un conjunto de pueblos que viven de la agricultura y la pesca en torno a los ríos Chari y Logone, su afluente. Entre los subgrupos sara figura los madjungayés, los djiokos, los kumras, los nars, los coulayes, los ngamas, los dayes, los nois, los mbuns, los sara-kabas, los dindjes, los mbayes, los bedjonds, los gors, los ngambayes, los kabas, los mouroums y los dobas. Muchos se desplazaron a esta región huyendo de los traficantes de esclavos.
Al oeste de los sara viven los laka y los mbum, así como los gula y los tumak en la zona de Goundi, en la región de Mandoul, al sur del país. En la zona entre los ríos Chari y Longone viven los pueblos tangale, un conjunto de pueblos que hablan la lengua tangale y que viven sobre todo en el norte de Nigeria.
En la zona tropical semiárida se encuentran los barma de Bagirmi, fundadores del reino del mismo nombre, el sultanato de Baguirmi, al sudoeste del lago Chad, rodeados por grupos com los kanuri, los fulani, los hausa y los árabes. En la zona baja de los ríos Logone y Chari viven los kotoko, descendientes del antiguo reino de Kotoko y de la civilización Sao. En el lago Chad viven los buduma y los kuri, asociados con los kanembu y los tunjur, de origen árabe, pueblos sedentarios que conviven con los nómadas daza, los kreda y los árabes. Los  hadjarai de la región de Guéra y Abou Telfane son pueblos de refugiados que al vivir en zonas montañosas han resistido mejor las invasiones. Alrededor de los pueblos hadjarai (unos 15 grupos, muy proclives a la mutilación femenina), en la llanuras, viven los bilala, los kuka y los midogo, pueblos sedentarios. Al este de la región de Ouaddaï viven los maba, una especie de aristocracia rodeada de otros pueblos parecidos con distintos idiomas. Los pueblo tama del norte y los daju del sur, en la frontera con Nubia, han formado sus propios sultanatos. A través de la región de Ouaddaï hay pueblos de ascendencia árabe que aparecen por todas partes.
Los árabes forman el 12 % de la población de Chad, aunque puede que lleguen a 3 millones. En Chad se los llama baggara. Son seminómadas y ocupan mayoritariamente las regiones secas del Sahel de Chad, en  Ouaddaï y Chari-Baguirmi. Proceden de las invasiones árabes del siglo XIV, como pastores de camellos y esclavistas, y las consecuentes conversiones. Se dividen en tres subgrupos, hassuna, juhayna (de una tribu de Arabia), y awlad suleiman, más conocidos en Libia. Los árabes de Chad se ven envueltos en luchas contra el gobierno con cierta regularidad.
Los daza o tubu son unos 500 000 y viven al norte de Chad y sur de Libia. Son musulmanes y están formados por clanes divididos en tribus encabezadas por jefes.

### Perfil demográfico
A pesar de la producción de petróleo, que empezó en 2003, el 40 % de la población de Chad vive bajo el límite de la pobreza. la población continúa creciendo rápidamente (3,23 % en 2018) porque la tasa de natalidad es muy elevada (43 nacimientos por 1000 hab.), con lo que el porcentaje de jóvenes es muy alto: más del 65 % tiene menos de 25 años, y, a pesar de que la tasa de mortalidad también es alta (10,5 muertes por 1000 hab.) y la esperanza de vida baja (57,5 años), Chad tiene la tercera tasa de mortalidad maternal del mundo (856 muertes por 100 000 nacimientos en 2015). Entre los riesgos principales se encuentran la pobreza, la anemia, la vida rural, la elevada fertilidad, la baja educación y la falta de acceso de las mujeres a la planificación familiar y a los cuidados obstétricos. Las zonas rurales se ven afectadas por el empobrecimiento y la falta de acceso a la educación de los jóvenes. Solo una cuarta parte de las mujeres sabe leer, solo el 5 % usa contraceptivos y más del 40 % sigue practicando la mutilación genital. La media de mortalidad infantil se sitúa en 71,7 muertes por 1000 nacimientos).
En octubre de 2017, había en Chad más de 320 000 refugiados de Sudán y más de 75 000 desde la República Centroafricana, creando tensiones entre las comunidades. Chad es un país relativamente tranquilo, pero las luchas entre comunidades hasta 2012 dejaron a unas 60 000 personas desplazadas en las zonas orientales.

## Parques nacionales y áreas protegidas

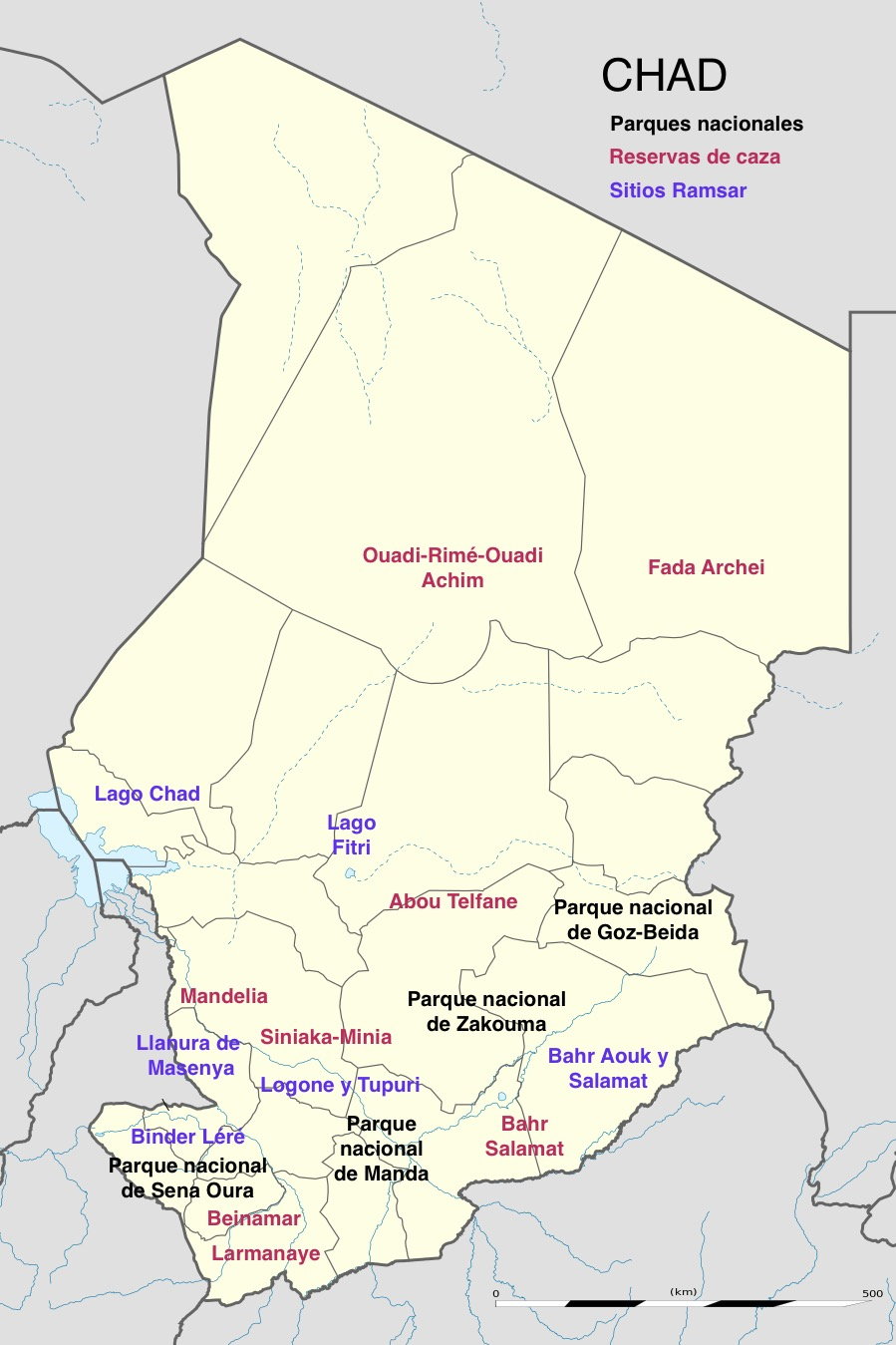
Áreas protegidas de Chad

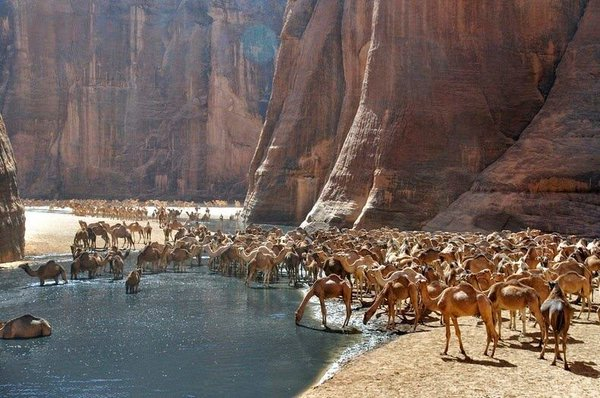
Guelta d'Archei, paisaje natural y cultural protegido en el macizo de Ennedi

En Chad hay 22 zonas protegidas, de las cuales 4 son parques nacionales, 9 son reservas de fauna y 1 es reserva de caza.
- Parque nacional de Manda, 1140 km², en el sur, sabana y sabana arbolada, 1000 mm de lluvia entre abril y noviembre, al oeste del río Chari. Hay conflicto entre los animales salvajes y los pastores locales.[8]

- Parque nacional Sena Oura, 735 km², sudoeste, sabana arbolada y bosque, león, elefante, guepardo, etc. Unido al Parque nacional de Boubandjida, al oeste, de Camerún.[9]

- Parque nacional de Goz Beïda, 3000 km², en el sudeste, cerca de la ciudad de Goz-Beïda. El nombre significa "duna de arena blanca"; clima estepario, 600 mm de lluvia de junio a noviembre, seco y caluroso en invierno; cebras, leones, leopardos, elefantes, rinocerontes, etc.[10]

- Parque nacional de Zakouma, 3 000 km², sudeste, cerca de Am Timan, importante reducción de fauna por el conflicto civil, de 300 000 elefantes en 1970 a 10 000 en 2006. En 2010 quedaban unos 400; en 2017 probablemente haya unos 500.[11]

- Reserva de fauna de Bahr Salamat, 20 600 km², sur
- Reserva de fauna de Fada Archei, 2110 km², nordeste
- Reserva de fauna de Beinamar, 763 km², sudoeste
- Reserva de fauna de Siniaka-Minia, 4260 km², centro sur
- Reserva de fauna de Larmanaye, 3040 km², sudoeste
- Reserva de fauna de Mandelia, 1380 km², sudoeste
- Reserva de fauna de Abou Telfane, 1100 km², centro sur
- Reserva de fauna de Ouadi-Rimé-Ouadi Achim, 80 000 km², centro
- Reserva de fauna de Binder-Léré, 1350 km², sudoeste

- Reserva de caza de Aouk, 7400 km² estimado, sur, en la frontera con Chad.[12]

- Paisaje natural y cultural del macizo de Ennedi, 24 412 km², zona propuesta desde 2015, contiene la Guelta d'Archei, una guelta entre montañas donde sobreviven cocodrilos y que sirve de parada a las caravanas de camellos en su travesía del desierto.[13][14]

## Información general
Ubicación: África centro-norte
Coordenadas geográficas
- 15°00′N, 19°00′E

Área total: 
- 1 284 000 km²

Capital: 
- Yamena

Principales ciudades
- Sarh
- Mondou
- Abéché
- Doba

Fronteras terrestres:
- Total: 5 968 km

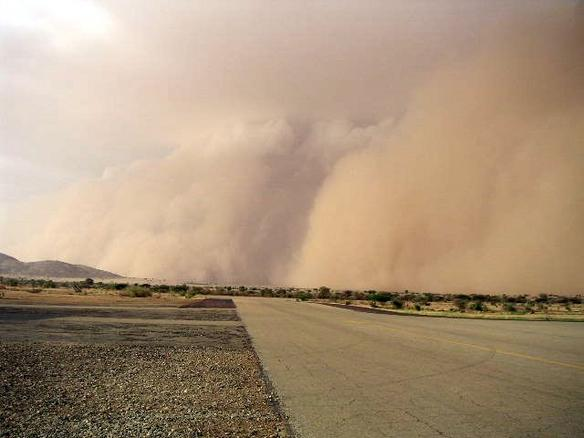
Tormenta de arena en Abéché.

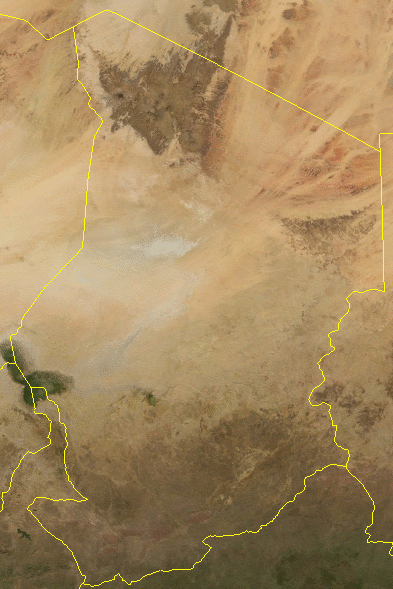
Imagen satelital de Chad.

- Países limítrofes: Sudán 1360 km; República Centroafricana 1197 km; Níger 1175 km; Camerún 1094 km; Libia 1055 km; Nigeria 87 km.

Costas marítimas:
- 0 km

Reclamos de soberanía marítima:
- Ninguno.

Elevaciones extremas:
- Punto más bajo: Depresión Djourab 160 m s. n. m.
- Punto más alto: Monte Emi Koussi 3415 m s. n. m.

Recursos Naturales: Petróleo, uranio, natron, caolinita y pescado.
Uso de la tierra:
- Tierras arables: 3 %
- Cultivos permanentes: 0 %
- Tierras de pastoreo: 36 %
- Bosques: 26 %
- Otros: 35 %

(est 1993)
Tierras irrigadas
- 140 km²

Riesgos naturales: sequías graves; desertificacion, plagas de langostas.